# Justus Schlemm (Amtmann)
Justus Schlemm (geboren 23. März 1646 in Hameln; gestorben 22. November 1707 in Herzberg am Harz) war ein deutscher Amtmann.

## Leben

### Familie
Justus Schlemms Vater war der Hamelner Bürger und Apotheker Jürgen Heimart Schlemm (1605–1656), Sohn des fürstlichen Forstmeisters zu Neustadt am Rübenberge Adam Schlemm, seine Mutter war Margarethe Matthias (1610–1675), Tochter des Johann Matthias und der Margarete Schrader.
Schlemms älterer Bruder Johann Schlemm (1636–1718) war fürstlich Eisenachischer Hofprediger und Kirchen- und Visitationsrat.
Justus Schlemm heiratete am 10. Oktober 1671 in Münden Martha Juliane Spangenberg (1654–1725), Tochter des fürstlichen Faktors und Mündener Ratsherren Christian Spangenberg (1621–1664), Sohn des Mündener Bürgermeisters und der Maria von der Rosen und der Margarete Elisabeth Hüpeden (1620–1658).
Aus dieser Ehe stammten die Söhne Johann Philipp Schlemm (1672–1723), der 1697 Christine Margarete Zacharias (gestorben 1723) heiratete, und Johann Christian Schlemm (1687–1778), kurhannoverscher Zehntner auf dem Harz und Bergsekretär zu St. Andreasberg.

### Werdegang
Justus Schlemm wurde am 23. März 1646 in Hameln geboren und noch an seinem Geburtstag getauft.
Ab 1644 diente er zunächst als Kammerschreiber in Celle, bevor er ab 1668 nahe dem in Ahlten bei Lehrte befindlichen Herrenhaus Schlemm als Amtschreiber in Ilten wirkte.
1670 arbeitete Schlemm als Amtmann in Brackenberg bei Meensen und von 1682 bis 1699 zuletzt als kurhannoverscher Amtmann in Uslar.
Schlemm starb 1707 in Herzberg am Harz im Alter von 61 Jahren.